# Campeonato Mundial de Voleibol Masculino de 2014
O Campeonato Mundial de Voleibol Masculino de 2014 foi a 18ª edição da principal competição organizada pela Federação Internacional de Voleibol (FIVB) no período de 30 de agosto a 21 de setembro. Foi realizada pela primeira vez na história na Polônia, em oito cidades.
O Brasil chegou a sua quarta final consecutiva, mas não conseguiu defender os títulos conquistados em 2002, 2006 e 2010, ao perder para os anfitriões poloneses na final por 3 sets a 1. Foi o segundo título da Polônia na história dos mundiais, sendo o primeiro obtido em 1974.
O oposto polonês Mariusz Wlazły, que marcou 14 pontos na partida final, foi eleito o melhor jogador do torneio.

## Locais
| Breslávia                                                                                | Katowice                                                                                 | Gdańsk                                                 |
| ---------------------------------------------------------------------------------------- | ---------------------------------------------------------------------------------------- | ------------------------------------------------------ |
| Salão do Centenário Capacidade: 8 000                                                    | Spodek Capacidade: 11 000                                                                | Ergo Arena Capacidade: 11 000                          |
|                                                                                          |                                                                                          |                                                        |
| CracóviaŁódźKatowiceGdańskBydgoszczBresláviaVarsóviaCampeonato Mundial de 2014 (Polônia) | CracóviaŁódźKatowiceGdańskBydgoszczBresláviaVarsóviaCampeonato Mundial de 2014 (Polônia) | Varsóvia                                               |
| CracóviaŁódźKatowiceGdańskBydgoszczBresláviaVarsóviaCampeonato Mundial de 2014 (Polônia) | CracóviaŁódźKatowiceGdańskBydgoszczBresláviaVarsóviaCampeonato Mundial de 2014 (Polônia) | Estádio Nacional Capacidade: 62 100[carece de fontes?] |
| CracóviaŁódźKatowiceGdańskBydgoszczBresláviaVarsóviaCampeonato Mundial de 2014 (Polônia) | CracóviaŁódźKatowiceGdańskBydgoszczBresláviaVarsóviaCampeonato Mundial de 2014 (Polônia) |                                                        |
| Cracóvia                                                                                 | Łódź                                                                                     | Bydgoszcz                                              |
| Tauron Arena Capacidade: 15 328                                                          | Atlas Arena Capacidade: 13 806                                                           | Łuczniczka Capacidade: 8 000                           |
|                                                                                          |                                                                                          |                                                        |

## Qualificatórias

### Equipes participantes
| Confederação              | Seleção        | Classificada como          | Data em que a classificação foi assegurada | Aparições | Aparições consecutivas | Última aparição | Melhor resultado anterior                     |
| ------------------------- | -------------- | -------------------------- | ------------------------------------------ | --------- | ---------------------- | --------------- | --------------------------------------------- |
| CEV (8 vagas + país-sede) | Polônia        | País-sede                  | 8 de setembro de 2008                      | 16        | 5                      | 2010            | Campeão (1974)                                |
| CEV (8 vagas + país-sede) | Rússia         | Campeão europeu            | 28 de setembro de 2013                     | 18        | 18                     | 2010            | Campeão (1949, 1952, 1960, 1962, 1978 e 1982) |
| CEV (8 vagas + país-sede) | Itália         | Vice-campeão europeu       | 28 de setembro de 2013                     | 16        | 14                     | 2010            | Campeão (1990, 1994 e 1998)                   |
| CEV (8 vagas + país-sede) | Bulgária       | Vencedor do grupo I        | 5 de janeiro de 2014                       | 17        | 14                     | 2010            | Vice-campeão (1970)                           |
| CEV (8 vagas + país-sede) | Sérvia         | Vencedor do grupo J        | 5 de janeiro de 2014                       | 9         | 5                      | 2010            | Vice-campeão (1998)                           |
| CEV (8 vagas + país-sede) | Alemanha       | Vencedor do grupo K        | 5 de janeiro de 2014                       | 6         | 3                      | 2010            | 8º lugar (2010)                               |
| CEV (8 vagas + país-sede) | Bélgica        | Vencedor do grupo L        | 5 de janeiro de 2014                       | 8         | 1                      | 1978            | 8º lugar (1970)                               |
| CEV (8 vagas + país-sede) | Finlândia      | [Vencedor do grupo M       | 5 de janeiro de 2014                       | 7         | 1                      | 1982            | 11º lugar (1952)                              |
| CEV (8 vagas + país-sede) | França         | Melhor 2º colocado         | 5 de janeiro de 2014                       | 15        | 4                      | 2010            | 3º lugar (2002)                               |
| CSV (3 vagas)             | Brasil         | Campeão sul-americano      | 9 de agosto de 2013                        | 16        | 16                     | 2010            | Campeão (2002, 2006 e 2010)                   |
| CSV (3 vagas)             | Argentina      | Vice-campeão sul-americano | 9 de agosto de 2013                        | 11        | 10                     | 2010            | 3º lugar (1982)                               |
| CSV (3 vagas)             | Venezuela      | Vencedor do qualificatório | 15 de setembro de 2013                     | 11        | 4                      | 2010            | 10º lugar (1960)                              |
| NORCECA (5 vagas)         | Estados Unidos | Vencedor do grupo O        | 18 de maio de 2014                         | 15        | 13                     | 2010            | Campeão (1986)                                |
| NORCECA (5 vagas)         | Cuba           | Vencedor do grupo P        | 24 de maio de 2014                         | 14        | 13                     | 2010            | Vice-campeão (1990 e 2010)                    |
| NORCECA (5 vagas)         | Canadá         | Vencedor do grupo Q        | 19 de maio de 2014                         | 10        | 6                      | 2010            | 9º lugar (1994)                               |
| NORCECA (5 vagas)         | México         | Vencedor do grupo R        | 25 de maio de 2014                         | 5         | 2                      | 2010            | 10º lugar (1974)                              |
| NORCECA (5 vagas)         | Porto Rico     | Vencedor do playoff        | 20 de julho de 2014                        | 4         | 3                      | 2010            | 12º lugar (2006)                              |
| CAVB (3 vagas)            | Camarões       | Vencedor do grupo T        | 17 de fevereiro de 2014                    | 3         | 2                      | 2010            | 13º lugar (2010)                              |
| CAVB (3 vagas)            | Egito          | Vencedor do grupo U        | 10 de fevereiro de 2014                    | 8         | 5                      | 2010            | 13º lugar (2010)                              |
| CAVB (3 vagas)            | Tunísia        | Vencedor do grupo V        | 7 de março de 2014                         | 9         | 4                      | 2010            | 15º lugar (2006)                              |
| AVC (4 vagas)             | Austrália      | Vencedor do grupo A        | 8 de setembro de 2013                      | 6         | 5                      | 2010            | 17º lugar (1998)                              |
| AVC (4 vagas)             | Irã            | Vencedor do grupo B        | 13 de setembro de 2013                     | 5         | 3                      | 2010            | 19º lugar (1998 e 2010)                       |
| AVC (4 vagas)             | China          | Vencedor do grupo C        | 22 de setembro de 2013                     | 13        | 6                      | 2010            | 7º lugar (1978 e 1982)                        |
| AVC (4 vagas)             | Coreia do Sul  | Vencedor do grupo D        | 8 de setembro de 2013                      | 9         | 1                      | 2006            | 4º lugar (1978)                               |

## Regulamento

### Composição dos grupos
Os times que compuseram as três primeiras posições de cada grupo foram distribuídos de acordo com o ranking da FIVB de 7 de outubro de 2013, exceto pelo grupo A, no qual a primeira posição foi ocupada pela seleção polonesa, anfitriã, independentemente do ranking. Assim foram distribuídas as doze primeiras equipes (entre parênteses está a posição de cada equipe no ranking):
| Linha | Grupo A                | Grupo B       | Grupo C      | Grupo D            |
| ----- | ---------------------- | ------------- | ------------ | ------------------ |
| 1     | Polônia (país sede, 5) | Brasil (1)    | Rússia (2)   | Itália (3)         |
| 2     | Argentina (7)          | Cuba (7)      | Bulgária (6) | Estados Unidos (4) |
| 3     | Sérvia (9)             | Alemanha (10) | Canadá (11)  | Irã (12)           |
| 4     |                        |               |              |                    |
| 5     |                        |               |              |                    |
| 6     |                        |               |              |                    |

As demais equipes foram sorteadas de acordo com as posições no ranking da FIVB. Como o sorteio foi realizado antes do término das qualificatórias da NORCECA e da CAVB, os melhores colocados do ranking de cada uma dessas confederações (posições 13, 15 e 19 para CAVB e 4, 7, 11, 20 e 22 para NORCECA) foram utilizados para a distribuição. Os potes contendo os times a serem distribuídos foram os seguintes (entre parênteses está a posição de cada equipe no ranking):
| Linha 4                                                  | Linha 5                                                        | Linha 6                                                         |
| -------------------------------------------------------- | -------------------------------------------------------------- | --------------------------------------------------------------- |
| CAVB 1 (13) · Austrália (14) · CAVB 2 (15) · França (16) | China (18) · CAVB 3 (19) · NORCECA 4 (20) · Coreia do Sul (21) | NORCECA 5 (22) · Finlândia (30) · Venezuela (31) · Bélgica (37) |

Ao final do sorteio foram definidos os seguintes grupos:
| Linha | Grupo A                | Grupo B            | Grupo C      | Grupo D            |
| ----- | ---------------------- | ------------------ | ------------ | ------------------ |
| 1     | Polônia (país sede, 5) | Brasil (1)         | Rússia (2)   | Itália (3)         |
| 2     | Argentina (7)          | Cuba (7)           | Bulgária (6) | Estados Unidos (4) |
| 3     | Sérvia (9)             | Alemanha (10)      | Canadá (11)  | Irã (12)           |
| 4     | Austrália (14)         | Tunísia (13)       | Egito (15)   | França (16)        |
| 5     | Camarões (19)          | Coreia do Sul (21) | China (18)   | Porto Rico (20)    |
| 6     | Venezuela (31)         | Finlândia (30)     | México (22)  | Bélgica (37)       |

### Fórmula de disputa
Na primeira fase, as equipes jogaram umas contra as outras dentro de seu grupo em turno único. As quatro primeiras colocadas de cada grupo avançaram à fase seguinte. Cada equipe carregou para a segunda fase o resultado dos jogos da primeira contra os demais classificados de seu grupo.
Na segunda fase, as classificadas dos grupos A e D compuseram o grupo E, bem como as classificadas dos grupos B e C formaram o grupo F. No grupo E, as classificadas do grupo A enfrentaram as classificadas do grupo D uma única vez; de modo análogo, no grupo F, os classificados do grupo B enfrentaram os do C. Os três primeiros colocados dos grupos E e F se classificaram para a terceira fase.
Na última fase de grupos, as equipes foram distribuídas em duas chaves com três times cada, a ser sorteada, sendo que os primeiros colocados dos grupos da fase anterior foram os cabeças de chave. As equipes se enfrentarão dentro de suas chaves em turno único e as duas primeiras colocadas de cada grupo se classificarão às semifinais. As terceiras colocadas disputarão o quinto lugar. Nas três fases de grupos, um placar de 3–0 ou 3–1 assegura três pontos na classificação para a equipe vencedora e nenhum para a perdedora. No caso de um placar de 3–2, o time vencedor soma dois pontos e o derrotado, um.
As equipes semifinalistas se enfrentaram em cruzamento olímpico; as vencedoras das semifinais disputaram o título mundial e as derrotadas, a medalha de bronze.

## Primeira fase
- Todas as partidas seguem o horário de verão da Europa Central (UTC+2).

### Grupo A
- Locais: Estádio Nacional, Varsóvia (apenas a partida entre Polônia e Sérvia) e Salão do Centenário, Breslávia

|     |           |     | Jogos | Jogos | Jogos | Resultados | Resultados | Resultados | Resultados | Resultados | Resultados | Sets | Sets | Sets   | Pontos | Pontos | Pontos |
| Pos | Equipe    | Pts | T     | V     | D     | 3–0        | 3–1        | 3–2        | 2–3        | 1–3        | 0–3        | V    | P    | R      | V      | P      | R      |
| --- | --------- | --- | ----- | ----- | ----- | ---------- | ---------- | ---------- | ---------- | ---------- | ---------- | ---- | ---- | ------ | ------ | ------ | ------ |
| 1   | Polônia   | 15  | 5     | 5     | 0     | 4          | 1          | 0          | 0          | 0          | 0          | 15   | 1    | 15,000 | 400    | 311    | 1.286  |
| 2   | Sérvia    | 12  | 5     | 4     | 1     | 1          | 3          | 0          | 0          | 0          | 1          | 12   | 6    | 2,000  | 425    | 396    | 1.073  |
| 3   | Argentina | 9   | 5     | 3     | 2     | 3          | 0          | 0          | 0          | 1          | 1          | 10   | 6    | 1.667  | 372    | 342    | 1.088  |
| 4   | Austrália | 5   | 5     | 2     | 3     | 1          | 0          | 1          | 0          | 1          | 2          | 7    | 11   | 0.636  | 384    | 397    | 0.967  |
| 5   | Venezuela | 4   | 5     | 1     | 4     | 0          | 1          | 0          | 1          | 0          | 3          | 5    | 13   | 0.385  | 366    | 424    | 0.863  |
| 6   | Camarões  | 0   | 5     | 0     | 5     | 0          | 0          | 0          | 0          | 3          | 2          | 3    | 15   | 0.200  | 382    | 459    | 0.832  |

| Data   | Hora  |           | Placar |           | Set 1 | Set 2 | Set 3 | Set 4 | Set 5 | Total  | Relatório |
| ------ | ----- | --------- | ------ | --------- | ----- | ----- | ----- | ----- | ----- | ------ | --------- |
| 30 ago | 20:15 | Polônia   | 3–0    | Sérvia    | 25–19 | 25–18 | 25–18 |       |       | 75–55  | P2 P3     |
| 31 ago | 16:30 | Venezuela | 0–3    | Argentina | 23–25 | 17–25 | 19–25 |       |       | 59–75  | P2 P3     |
| 31 ago | 20:25 | Camarões  | 0–3    | Austrália | 22–25 | 15–25 | 18–25 |       |       | 55–75  | P2 P3     |
| 2 set  | 13:10 | Argentina | 1–3    | Sérvia    | 17–25 | 25–20 | 21–25 | 21–25 |       | 84–95  | P2 P3     |
| 2 set  | 16:40 | Venezuela | 3–1    | Camarões  | 25–22 | 25–21 | 31–33 | 25–14 |       | 106–90 | P2 P3     |
| 2 set  | 20:25 | Austrália | 0–3    | Polônia   | 17–25 | 19–25 | 22–25 |       |       | 58–75  | P2 P3     |
| 4 set  | 13:10 | Camarões  | 0–3    | Argentina | 17–25 | 18–25 | 23–25 |       |       | 58–75  | P2 P3     |
| 4 set  | 16:40 | Sérvia    | 3–1    | Austrália | 25–23 | 25–22 | 22–25 | 25–17 |       | 97–87  | P2 P3     |
| 4 set  | 20:25 | Polônia   | 3–0    | Venezuela | 25–20 | 25–13 | 25–14 |       |       | 75–47  | P2 P3     |
| 6 set  | 13:10 | Argentina | 3–0    | Austrália | 25–18 | 25–19 | 25–18 |       |       | 75–55  | P2 P3     |
| 6 set  | 16:40 | Venezuela | 0–3    | Sérvia    | 20–25 | 17–25 | 22–25 |       |       | 59–75  | P2 P3     |
| 6 set  | 20:25 | Camarões  | 1–3    | Polônia   | 27–25 | 23–25 | 16–25 | 22–25 |       | 88–100 | P2 P3     |
| 7 set  | 13:10 | Austrália | 3–2    | Venezuela | 25–20 | 23–25 | 21–25 | 25–16 | 15–9  | 109–95 | P2 P3     |
| 7 set  | 16:40 | Polônia   | 3–0    | Argentina | 25–20 | 25–20 | 25–23 |       |       | 75–63  | P2 P3     |
| 7 set  | 20:25 | Sérvia    | 3–1    | Camarões  | 25–21 | 24–26 | 29–27 | 25–17 |       | 103–91 | P2 P3     |

### Grupo B
- Local: Spodek, Katowice

|     |               |     | Jogos | Jogos | Jogos | Resultados | Resultados | Resultados | Resultados | Resultados | Resultados | Sets | Sets | Sets  | Pontos | Pontos | Pontos |
| Pos | Equipe        | Pts | T     | V     | D     | 3–0        | 3–1        | 3–2        | 2–3        | 1–3        | 0–3        | V    | P    | R     | V      | P      | R      |
| --- | ------------- | --- | ----- | ----- | ----- | ---------- | ---------- | ---------- | ---------- | ---------- | ---------- | ---- | ---- | ----- | ------ | ------ | ------ |
| 1   | Brasil        | 14  | 5     | 5     | 0     | 3          | 1          | 1          | 0          | 0          | 0          | 15   | 3    | 5,000 | 428    | 352    | 1.216  |
| 2   | Alemanha      | 12  | 5     | 4     | 1     | 2          | 2          | 0          | 0          | 0          | 1          | 12   | 5    | 2.400 | 398    | 338    | 1.178  |
| 3   | Finlândia     | 8   | 5     | 3     | 2     | 2          | 0          | 1          | 0          | 1          | 1          | 10   | 8    | 1.250 | 415    | 396    | 1.048  |
| 4   | Cuba          | 6   | 5     | 2     | 3     | 0          | 1          | 1          | 1          | 1          | 1          | 9    | 12   | 0.750 | 448    | 466    | 0.961  |
| 5   | Coreia do Sul | 4   | 5     | 1     | 4     | 0          | 1          | 0          | 1          | 1          | 2          | 6    | 13   | 0.462 | 390    | 441    | 0.884  |
| 6   | Tunísia       | 1   | 5     | 0     | 5     | 0          | 0          | 0          | 1          | 2          | 2          | 4    | 15   | 0.267 | 361    | 447    | 0.808  |

| Data  | Hora  |               | Placar |               | Set 1 | Set 2 | Set 3 | Set 4 | Set 5 | Total   | Relatório |
| ----- | ----- | ------------- | ------ | ------------- | ----- | ----- | ----- | ----- | ----- | ------- | --------- |
| 1 set | 13:10 | Brasil        | 3–0    | Alemanha      | 25–21 | 25–19 | 25–17 |       |       | 75–57   | P2 P3     |
| 1 set | 16:40 | Finlândia     | 3–2    | Cuba          | 18–25 | 21–25 | 27–25 | 25–23 | 15–12 | 106–110 | P2 P3     |
| 1 set | 20:25 | Coreia do Sul | 3–1    | Tunísia       | 24–26 | 26–24 | 25–21 | 25–18 |       | 100–89  | P2 P3     |
| 3 set | 13:10 | Cuba          | 0–3    | Alemanha      | 16–25 | 21–25 | 19–25 |       |       | 56–75   | P2 P3     |
| 3 set | 16:40 | Finlândia     | 3–0    | Coreia do Sul | 25–22 | 26–24 | 25–15 |       |       | 76–61   | P2 P3     |
| 3 set | 20:25 | Tunísia       | 0–3    | Brasil        | 18–25 | 10–25 | 17–25 |       |       | 45–75   | P2 P3     |
| 5 set | 13:10 | Coreia do Sul | 1–3    | Cuba          | 21–25 | 25–23 | 14–25 | 22–25 |       | 82–98   | P2 P3     |
| 5 set | 16:40 | Alemanha      | 3–1    | Tunísia       | 25–13 | 25–19 | 21–25 | 25–12 |       | 96–69   | P2 P3     |
| 5 set | 20:25 | Brasil        | 3–0    | Finlândia     | 27–25 | 25–21 | 26–24 |       |       | 78–70   | P2 P3     |
| 6 set | 13:10 | Cuba          | 3–2    | Tunísia       | 16–25 | 25–20 | 25–23 | 20–25 | 15–13 | 101–106 | P2 P3     |
| 6 set | 16:40 | Finlândia     | 1–3    | Alemanha      | 20–25 | 25–19 | 24–26 | 19–25 |       | 88–95   | P2 P3     |
| 6 set | 20:25 | Coreia do Sul | 2–3    | Brasil        | 25–21 | 13–25 | 21–25 | 25–17 | 13–15 | 97–103  | P2 P3     |
| 7 set | 13:10 | Tunísia       | 0–3    | Finlândia     | 18–25 | 14–25 | 20–25 |       |       | 52–75   | P2 P3     |
| 7 set | 16:40 | Alemanha      | 3–0    | Coreia do Sul | 25–13 | 25–16 | 25–21 |       |       | 75–50   | P2 P3     |
| 7 set | 20:25 | Brasil        | 3–1    | Cuba          | 22–25 | 25–23 | 25–18 | 25–17 |       | 97–83   | P2 P3     |

### Grupo C
- Local: Ergo Arena, Gdańsk

|     |          |     | Jogos | Jogos | Jogos | Resultados | Resultados | Resultados | Resultados | Resultados | Resultados | Sets | Sets | Sets  | Pontos | Pontos | Pontos |
| Pos | Equipe   | Pts | T     | V     | D     | 3–0        | 3–1        | 3–2        | 2–3        | 1–3        | 0–3        | V    | P    | R     | V      | P      | R      |
| --- | -------- | --- | ----- | ----- | ----- | ---------- | ---------- | ---------- | ---------- | ---------- | ---------- | ---- | ---- | ----- | ------ | ------ | ------ |
| 1   | Rússia   | 14  | 5     | 5     | 0     | 3          | 1          | 1          | 0          | 0          | 0          | 15   | 3    | 5,000 | 429    | 347    | 1.236  |
| 2   | Canadá   | 11  | 5     | 4     | 1     | 3          | 0          | 1          | 0          | 0          | 1          | 12   | 5    | 2.400 | 392    | 349    | 1.123  |
| 3   | Bulgária | 10  | 5     | 3     | 2     | 2          | 0          | 1          | 2          | 0          | 0          | 13   | 8    | 1.625 | 462    | 437    | 1.057  |
| 4   | China    | 6   | 5     | 2     | 3     | 0          | 2          | 0          | 0          | 0          | 3          | 6    | 11   | 0.545 | 386    | 408    | 0.946  |
| 5   | México   | 2   | 5     | 1     | 4     | 0          | 0          | 1          | 0          | 2          | 2          | 5    | 14   | 0.357 | 370    | 442    | 0.837  |
| 6   | Egito    | 2   | 5     | 0     | 5     | 0          | 0          | 0          | 2          | 1          | 2          | 5    | 15   | 0.333 | 411    | 467    | 0.880  |

| Data  | Hora  |          | Placar |          | Set 1 | Set 2 | Set 3 | Set 4 | Set 5 | Total   | Relatório |
| ----- | ----- | -------- | ------ | -------- | ----- | ----- | ----- | ----- | ----- | ------- | --------- |
| 1 set | 13:10 | Rússia   | 3–0    | Canadá   | 25–21 | 25–19 | 25–21 |       |       | 75–61   | P2 P3     |
| 1 set | 16:40 | México   | 0–3    | Bulgária | 16–25 | 17–25 | 21–25 |       |       | 54–75   | P2 P3     |
| 1 set | 20:25 | China    | 3–1    | Egito    | 25–20 | 25–20 | 23–25 | 33–31 |       | 106–96  | P2 P3     |
| 3 set | 13:10 | Bulgária | 2–3    | Canadá   | 25–17 | 17–25 | 25–20 | 24–26 | 8–15  | 99–103  | P2 P3     |
| 3 set | 16:40 | México   | 1–3    | China    | 25–20 | 19–25 | 20–25 | 20–25 |       | 84–95   | P2 P3     |
| 3 set | 20:25 | Egito    | 0–3    | Rússia   | 22–25 | 15–25 | 15–25 |       |       | 52–75   | P2 P3     |
| 5 set | 13:10 | China    | 0–3    | Bulgária | 23–25 | 23–25 | 19–25 |       |       | 65–75   | P2 P3     |
| 5 set | 16:40 | Canadá   | 3–0    | Egito    | 25–14 | 25–19 | 25–22 |       |       | 75–55   | P2 P3     |
| 5 set | 20:25 | Rússia   | 3–1    | México   | 21–25 | 25–20 | 25–14 | 25–17 |       | 96–76   | P2 P3     |
| 6 set | 13:10 | Bulgária | 3–2    | Egito    | 25–22 | 26–24 | 23–25 | 20–25 | 15–11 | 109–107 | P2 P3     |
| 6 set | 16:40 | México   | 0–3    | Canadá   | 17–25 | 18–25 | 19–25 |       |       | 54–75   | P2 P3     |
| 6 set | 20:25 | China    | 0–3    | Rússia   | 22–25 | 11–25 | 21–25 |       |       | 54–75   | P2 P3     |
| 7 set | 13:10 | Egito    | 2–3    | México   | 25–16 | 20–25 | 21–25 | 25–21 | 10–15 | 101–102 | P2 P3     |
| 7 set | 16:40 | Canadá   | 3–0    | China    | 26–24 | 27–25 | 25–17 |       |       | 78–66   | P2 P3     |
| 7 set | 20:25 | Rússia   | 3–2    | Bulgária | 20–25 | 23–25 | 25–20 | 25–23 | 15–11 | 108–104 | P2 P3     |

### Grupo D
- Local: Kraków Arena, Cracóvia

|     |                |     | Jogos | Jogos | Jogos | Resultados | Resultados | Resultados | Resultados | Resultados | Resultados | Sets | Sets | Sets  | Pontos | Pontos | Pontos |
| Pos | Equipe         | Pts | T     | V     | D     | 3–0        | 3–1        | 3–2        | 2–3        | 1–3        | 0–3        | V    | P    | R     | V      | P      | R      |
| --- | -------------- | --- | ----- | ----- | ----- | ---------- | ---------- | ---------- | ---------- | ---------- | ---------- | ---- | ---- | ----- | ------ | ------ | ------ |
| 1   | França         | 12  | 5     | 4     | 1     | 1          | 2          | 1          | 1          | 0          | 0          | 14   | 7    | 2,000 | 469    | 437    | 1.073  |
| 2   | Irã            | 11  | 5     | 4     | 1     | 1          | 2          | 1          | 0          | 1          | 0          | 13   | 7    | 1.857 | 462    | 420    | 1.100  |
| 3   | Estados Unidos | 9   | 5     | 3     | 2     | 1          | 1          | 1          | 1          | 1          | 0          | 12   | 9    | 1.333 | 461    | 419    | 1.100  |
| 4   | Itália         | 5   | 5     | 2     | 3     | 0          | 1          | 1          | 0          | 3          | 0          | 9    | 12   | 0.750 | 462    | 473    | 0.977  |
| 5   | Bélgica        | 5   | 5     | 1     | 4     | 1          | 0          | 0          | 2          | 2          | 0          | 9    | 12   | 0.750 | 437    | 467    | 0.936  |
| 6   | Porto Rico     | 3   | 5     | 1     | 4     | 0          | 1          | 0          | 0          | 0          | 4          | 3    | 13   | 0.231 | 315    | 390    | 0.808  |

| Data   | Hora  |                | Placar |                | Set 1 | Set 2 | Set 3 | Set 4 | Set 5 | Total   | Relatório |
| ------ | ----- | -------------- | ------ | -------------- | ----- | ----- | ----- | ----- | ----- | ------- | --------- |
| 31 ago | 13:10 | Itália         | 1–3    | Irã            | 16–25 | 25–23 | 21–25 | 22–25 |       | 84–98   | P2 P3     |
| 31 ago | 16:40 | Bélgica        | 2–3    | Estados Unidos | 21–25 | 25–17 | 16–25 | 25–21 | 11–15 | 98–103  | P2 P3     |
| 31 ago | 20:25 | Porto Rico     | 0–3    | França         | 23–25 | 22–25 | 24–26 |       |       | 69–76   | P2 P3     |
| 2 set  | 13:10 | Estados Unidos | 2–3    | Irã            | 23–25 | 19–25 | 25–19 | 25–18 | 15–17 | 107–104 | P2 P3     |
| 2 set  | 16:40 | Bélgica        | 3–0    | Porto Rico     | 25–19 | 25–17 | 25–20 |       |       | 75–56   | P2 P3     |
| 2 set  | 20:25 | França         | 2–3    | Itália         | 25–20 | 25–20 | 23–25 | 13–25 | 12–15 | 98–105  | P2 P3     |
| 4 set  | 13:10 | Porto Rico     | 0–3    | Estados Unidos | 15–25 | 8–25  | 20–25 |       |       | 43–75   | P2 P3     |
| 4 set  | 16:40 | Irã            | 1–3    | França         | 18–25 | 25–14 | 19–25 | 27–29 |       | 89–93   | P2 P3     |
| 4 set  | 20:25 | Itália         | 3–1    | Bélgica        | 26–28 | 25–15 | 25–16 | 28–26 |       | 104–85  | P2 P3     |
| 6 set  | 13:10 | Estados Unidos | 1–3    | França         | 25–19 | 17–25 | 15–25 | 21–25 |       | 78–94   | P2 P3     |
| 6 set  | 16:40 | Bélgica        | 1–3    | Irã            | 23–25 | 15–25 | 25–21 | 20–25 |       | 83–96   | P2 P3     |
| 6 set  | 20:25 | Porto Rico     | 3–1    | Itália         | 19–25 | 25–19 | 25–23 | 25–22 |       | 94–89   | P2 P3     |
| 7 set  | 13:10 | França         | 3–2    | Bélgica        | 25–14 | 21–25 | 25–20 | 22–25 | 15–12 | 108–96  | P2 P3     |
| 7 set  | 16:40 | Irã            | 3–0    | Porto Rico     | 25–17 | 25–22 | 25–14 |       |       | 75–53   | P2 P3     |
| 7 set  | 20:25 | Itália         | 1–3    | Estados Unidos | 18–25 | 20–25 | 25–23 | 17–25 |       | 80–98   | P2 P3     |

## Segunda fase

### Grupo E
- Locais: Atlas Arena, Łódź e Łuczniczka, Bydgoszcz

|     |                |     | Jogos | Jogos | Jogos | Resultados | Resultados | Resultados | Resultados | Resultados | Resultados | Sets | Sets | Sets  | Pontos | Pontos | Pontos |
| Pos | Equipe         | Pts | T     | V     | D     | 3–0        | 3–1        | 3–2        | 2–3        | 1–3        | 0–3        | V    | P    | R     | V      | P      | R      |
| --- | -------------- | --- | ----- | ----- | ----- | ---------- | ---------- | ---------- | ---------- | ---------- | ---------- | ---- | ---- | ----- | ------ | ------ | ------ |
| 1   | França         | 17  | 7     | 5     | 2     | 0          | 5          | 0          | 2          | 0          | 0          | 19   | 11   | 1.727 | 693    | 649    | 1.068  |
| 2   | Polônia        | 16  | 7     | 6     | 1     | 3          | 1          | 2          | 0          | 1          | 0          | 19   | 8    | 2.375 | 636    | 568    | 1.120  |
| 3   | Irã            | 15  | 7     | 5     | 2     | 1          | 3          | 1          | 1          | 1          | 0          | 18   | 11   | 1.636 | 659    | 623    | 1.058  |
| 4   | Estados Unidos | 14  | 7     | 4     | 3     | 1          | 3          | 0          | 2          | 1          | 0          | 17   | 12   | 1.417 | 673    | 633    | 1.063  |
| 5   | Sérvia         | 9   | 7     | 3     | 4     | 1          | 2          | 0          | 0          | 3          | 1          | 12   | 14   | 0.857 | 601    | 617    | 0.974  |
| 6   | Argentina      | 8   | 7     | 3     | 4     | 1          | 1          | 1          | 0          | 2          | 2          | 11   | 15   | 0.733 | 570    | 602    | 0.947  |
| 7   | Itália         | 5   | 7     | 2     | 5     | 0          | 1          | 1          | 0          | 4          | 1          | 10   | 18   | 0.556 | 615    | 645    | 0.953  |
| 8   | Austrália      | 0   | 7     | 0     | 7     | 0          | 0          | 0          | 0          | 4          | 3          | 4    | 21   | 0.190 | 509    | 619    | 0.822  |

| Data   | Hora  |           | Placar |                | Set 1 | Set 2 | Set 3 | Set 4 | Set 5 | Total   | Relatório |
| ------ | ----- | --------- | ------ | -------------- | ----- | ----- | ----- | ----- | ----- | ------- | --------- |
| 10 set | 16:40 | Argentina | 1–3    | França         | 25–21 | 17–25 | 27–29 | 18–25 |       | 87–100  | P2 P3     |
| 10 set | 16:40 | Sérvia    | 3–0    | Itália         | 25–19 | 29–27 | 25–22 |       |       | 79–68   | P2 P3     |
| 10 set | 20:25 | Polônia   | 1–3    | Estados Unidos | 27–29 | 22–25 | 27–25 | 23–25 |       | 99–104  | P2 P3     |
| 10 set | 20:25 | Austrália | 1–3    | Irã            | 23–25 | 21–25 | 25–21 | 17–25 |       | 86–96   | P2 P3     |
| 11 set | 16:40 | Argentina | 0–3    | Irã            | 15–25 | 23–25 | 16–25 |       |       | 54–75   | P2 P3     |
| 11 set | 16:40 | Sérvia    | 1–3    | Estados Unidos | 25–23 | 29–31 | 17–25 | 21–25 |       | 92–104  | P2 P3     |
| 11 set | 20:25 | Polônia   | 3–1    | Itália         | 19–25 | 25–18 | 25–20 | 26–24 |       | 95–87   | P2 P3     |
| 11 set | 20:25 | Austrália | 1–3    | França         | 22–25 | 18–25 | 32–30 | 17–25 |       | 89–105  | P2 P3     |
| 13 set | 16:40 | Argentina | 3–1    | Itália         | 17–25 | 25–21 | 30–28 | 25–21 |       | 97–95   | P2 P3     |
| 13 set | 16:40 | Sérvia    | 1–3    | França         | 27–25 | 23–25 | 23–25 | 20–25 |       | 93–100  | P2 P3     |
| 13 set | 20:25 | Polônia   | 3–2    | Irã            | 25–17 | 25–16 | 24–26 | 19–25 | 16–14 | 109–98  | P2 P3     |
| 13 set | 20:25 | Austrália | 0–3    | Estados Unidos | 15–25 | 19–25 | 20–25 |       |       | 54–75   | P2 P3     |
| 14 set | 16:40 | Argentina | 3–2    | Estados Unidos | 19–25 | 28–26 | 25–20 | 23–25 | 15–11 | 110–107 | P2 P3     |
| 14 set | 16:40 | Sérvia    | 1–3    | Irã            | 25–27 | 25–22 | 22–25 | 18–25 |       | 90–99   | P2 P3     |
| 14 set | 20:25 | Polônia   | 3–2    | França         | 25–18 | 21–25 | 25–23 | 22–25 | 15–12 | 108–103 | P2 P3     |
| 14 set | 20:25 | Austrália | 1–3    | Itália         | 23–25 | 14–25 | 25–21 | 18–25 |       | 80–96   | P2 P3     |

### Grupo F
- Locais: Spodek, Katowice e Salão do Centenário, Breslávia

|     |           |     | Jogos | Jogos | Jogos | Resultados | Resultados | Resultados | Resultados | Resultados | Resultados | Sets | Sets | Sets   | Pontos | Pontos | Pontos |
| Pos | Equipe    | Pts | T     | V     | D     | 3–0        | 3–1        | 3–2        | 2–3        | 1–3        | 0–3        | V    | P    | R      | V      | P      | R      |
| --- | --------- | --- | ----- | ----- | ----- | ---------- | ---------- | ---------- | ---------- | ---------- | ---------- | ---- | ---- | ------ | ------ | ------ | ------ |
| 1   | Brasil    | 21  | 7     | 7     | 0     | 5          | 2          | 0          | 0          | 0          | 0          | 21   | 2    | 10.500 | 578    | 476    | 1.214  |
| 2   | Rússia    | 17  | 7     | 6     | 1     | 4          | 1          | 1          | 0          | 1          | 0          | 19   | 6    | 3.167  | 592    | 498    | 1.189  |
| 3   | Alemanha  | 15  | 7     | 5     | 2     | 3          | 2          | 0          | 0          | 0          | 2          | 15   | 8    | 1.875  | 537    | 497    | 1.080  |
| 4   | Canadá    | 10  | 7     | 4     | 3     | 2          | 0          | 2          | 0          | 0          | 3          | 12   | 13   | 0.923  | 574    | 560    | 1.025  |
| 5   | Finlândia | 6   | 7     | 2     | 5     | 1          | 0          | 1          | 1          | 1          | 3          | 9    | 17   | 0.529  | 561    | 602    | 0.932  |
| 6   | Cuba      | 6   | 7     | 1     | 6     | 1          | 0          | 0          | 3          | 2          | 1          | 11   | 18   | 0.611  | 601    | 660    | 0.911  |
| 7   | Bulgária  | 5   | 7     | 1     | 6     | 1          | 0          | 0          | 2          | 1          | 3          | 8    | 18   | 0.444  | 534    | 604    | 0.884  |
| 8   | China     | 4   | 7     | 2     | 5     | 0          | 0          | 2          | 0          | 0          | 5          | 6    | 19   | 0.316  | 508    | 588    | 0.864  |

| Data   | Hora  |           | Placar |          | Set 1 | Set 2 | Set 3 | Set 4 | Set 5 | Total   | Relatório |
| ------ | ----- | --------- | ------ | -------- | ----- | ----- | ----- | ----- | ----- | ------- | --------- |
| 10 set | 16:40 | Brasil    | 3–0    | Bulgária | 25–15 | 25–21 | 25–21 |       |       | 75–57   | P2 P3     |
| 10 set | 16:40 | Finlândia | 0–3    | Rússia   | 10–25 | 18–25 | 16–25 |       |       | 44–75   | P2 P3     |
| 10 set | 20:25 | Alemanha  | 3–0    | China    | 25–19 | 25–22 | 25–17 |       |       | 75–58   | P2 P3     |
| 10 set | 20:25 | Cuba      | 2–3    | Canadá   | 27–25 | 18–25 | 25–23 | 11–25 | 13–15 | 94–113  | P2 P3     |
| 11 set | 16:40 | Brasil    | 3–0    | China    | 25–14 | 25–23 | 25–18 |       |       | 75–55   | P2 P3     |
| 11 set | 16:40 | Finlândia | 0–3    | Canadá   | 25–27 | 25–27 | 19–25 |       |       | 69–79   | P2 P3     |
| 11 set | 20:25 | Alemanha  | 3–1    | Bulgária | 25–16 | 25–15 | 23–25 | 25–17 |       | 98–73   | P2 P3     |
| 11 set | 20:25 | Cuba      | 1–3    | Rússia   | 18–25 | 25–23 | 15–25 | 19–25 |       | 77–98   | P2 P3     |
| 13 set | 16:40 | Brasil    | 3–0    | Canadá   | 25–19 | 25–23 | 29–27 |       |       | 79–69   | P2 P3     |
| 13 set | 16:40 | Finlândia | 2–3    | China    | 25–22 | 22–25 | 23–25 | 25–20 | 14–16 | 109–108 | P2 P3     |
| 13 set | 20:25 | Alemanha  | 0–3    | Rússia   | 17–25 | 18–25 | 24–26 |       |       | 59–76   | P2 P3     |
| 13 set | 20:25 | Cuba      | 3–0    | Bulgária | 25–23 | 25–18 | 30–28 |       |       | 80–69   | P2 P3     |
| 14 set | 16:40 | Brasil    | 3–1    | Rússia   | 25–21 | 24–26 | 25–19 | 25–19 |       | 99–85   | P2 P3     |
| 14 set | 16:40 | Finlândia | 3–0    | Bulgária | 25–18 | 25–21 | 25–18 |       |       | 75–57   | P2 P3     |
| 14 set | 20:25 | Alemanha  | 3–0    | Canadá   | 28–26 | 25–22 | 25–23 |       |       | 78–71   | P2 P3     |
| 14 set | 20:25 | Cuba      | 2–3    | China    | 25–19 | 20–25 | 25–18 | 20–25 | 11–15 | 101–102 | P2 P3     |

## Terceira fase

### Grupo G
- Local: Spodek, Katowice

|     |          |     | Jogos | Jogos | Jogos | Resultados | Resultados | Resultados | Resultados | Resultados | Resultados | Sets | Sets | Sets  | Pontos | Pontos | Pontos |
| Pos | Equipe   | Pts | T     | V     | D     | 3–0        | 3–1        | 3–2        | 2–3        | 1–3        | 0–3        | V    | P    | R     | V      | P      | R      |
| --- | -------- | --- | ----- | ----- | ----- | ---------- | ---------- | ---------- | ---------- | ---------- | ---------- | ---- | ---- | ----- | ------ | ------ | ------ |
| 1   | França   | 5   | 2     | 2     | 0     | 1          | 0          | 1          | 0          | 0          | 0          | 6    | 2    | 3,000 | 182    | 163    | 1.117  |
| 2   | Alemanha | 3   | 2     | 1     | 1     | 1          | 0          | 0          | 0          | 0          | 1          | 3    | 3    | 1,000 | 136    | 131    | 1.038  |
| 3   | Irã      | 1   | 2     | 0     | 2     | 0          | 0          | 0          | 1          | 0          | 1          | 2    | 6    | 0.333 | 157    | 181    | 0.867  |

| Data   | Hora  |          | Placar |          | Set 1 | Set 2 | Set 3 | Set 4 | Set 5 | Total   | Relatório |
| ------ | ----- | -------- | ------ | -------- | ----- | ----- | ----- | ----- | ----- | ------- | --------- |
| 16 set | 20:25 | França   | 3–0    | Alemanha | 25–15 | 26–24 | 25–22 |       |       | 76–61   | P2 P3     |
| 17 set | 20:25 | Alemanha | 3–0    | Irã      | 25–15 | 25–21 | 25–19 |       |       | 75–55   | P2 P3     |
| 18 set | 20:25 | França   | 3–2    | Irã      | 25–20 | 25–23 | 22–25 | 19–25 | 15–9  | 106–102 | P2 P3     |

### Grupo H
- Local: Atlas Arena, Łódź

|     |         |     | Jogos | Jogos | Jogos | Resultados | Resultados | Resultados | Resultados | Resultados | Resultados | Sets | Sets | Sets  | Pontos | Pontos | Pontos |
| Pos | Equipe  | Pts | T     | V     | D     | 3–0        | 3–1        | 3–2        | 2–3        | 1–3        | 0–3        | V    | P    | R     | V      | P      | R      |
| --- | ------- | --- | ----- | ----- | ----- | ---------- | ---------- | ---------- | ---------- | ---------- | ---------- | ---- | ---- | ----- | ------ | ------ | ------ |
| 1   | Polônia | 4   | 2     | 2     | 0     | 0          | 0          | 2          | 0          | 0          | 0          | 6    | 4    | 1.500 | 211    | 210    | 1.005  |
| 2   | Brasil  | 4   | 2     | 1     | 1     | 1          | 0          | 0          | 1          | 0          | 0          | 5    | 3    | 1.667 | 180    | 166    | 1.084  |
| 3   | Rússia  | 1   | 2     | 0     | 2     | 0          | 0          | 0          | 1          | 0          | 1          | 2    | 6    | 0.333 | 168    | 183    | 0.918  |

| Data   | Hora  |         | Placar |        | Set 1 | Set 2 | Set 3 | Set 4 | Set 5 | Total   | Relatório |
| ------ | ----- | ------- | ------ | ------ | ----- | ----- | ----- | ----- | ----- | ------- | --------- |
| 16 set | 20:25 | Polônia | 3–2    | Brasil | 25–22 | 22–25 | 14–25 | 25–18 | 17–15 | 103–105 | P2 P3     |
| 17 set | 20:25 | Brasil  | 3–0    | Rússia | 25–22 | 25–20 | 25–21 |       |       | 75–63   | P2 P3     |
| 18 set | 20:25 | Polônia | 3–2    | Rússia | 25–22 | 25–22 | 21–25 | 22–25 | 15–11 | 108–105 | P2 P3     |

## Fase final

### Disputa pelo quinto lugar
- Local: Atlas Arena, Łódź

| Data   | Hora  |     | Placar |        | Set 1 | Set 2 | Set 3 | Set 4 | Set 5 | Total | Relatório |
| ------ | ----- | --- | ------ | ------ | ----- | ----- | ----- | ----- | ----- | ----- | --------- |
| 20 set | 13:40 | Irã | 0–3    | Rússia | 19–25 | 21–25 | 18–25 |       |       | 58–75 | P2 P3     |

### Chaveamento
|  | Semifinais                | Semifinais                |   |                           | Final                     | Final |  |
|  |                           |                           |   |                           |                           |       |  |
|  | 20 de setembro – Katowice |                           |   |                           |                           |       |  |
|  | França                    | 2                         |   |                           |                           |       |  |
|  | Brasil                    | 3                         |   |                           |                           |       |  |
|  |                           |                           |   |                           |                           |       |  |
|  |                           |                           |   |                           | 21 de setembro – Katowice |       |  |
|  |                           |                           |   |                           | Brasil                    | 1     |  |
|  |                           | Polônia                   | 3 |                           |                           |       |  |
|  |                           |                           |   |                           |                           |       |  |
|  |                           |                           |   |                           |                           |       |  |
|  |                           |                           |   |                           | Terceiro Lugar            |       |  |
|  | 20 de setembro – Katowice | 20 de setembro – Katowice |   | 21 de setembro – Katowice | 21 de setembro – Katowice |       |  |
|  | Alemanha                  | 1                         |   | França                    | 0                         |       |  |
|  | Polônia                   | 3                         |   |                           | Alemanha                  | 3     |  |

#### Semifinais
| Data   | Hora  |          | Placar |         | Set 1 | Set 2 | Set 3 | Set 4 | Set 5 | Total   | Relatório |
| ------ | ----- | -------- | ------ | ------- | ----- | ----- | ----- | ----- | ----- | ------- | --------- |
| 20 set | 16:40 | França   | 2–3    | Brasil  | 18–25 | 25–23 | 23–25 | 25–22 | 12–15 | 103–110 | P2 P3     |
| 20 set | 20:25 | Alemanha | 1–3    | Polônia | 24–26 | 26–28 | 25–23 | 21–25 |       | 96–102  | P2 P3     |

#### Terceiro lugar
| Data   | Hora  |        | Placar |          | Set 1 | Set 2 | Set 3 | Set 4 | Set 5 | Total | Relatório |
| ------ | ----- | ------ | ------ | -------- | ----- | ----- | ----- | ----- | ----- | ----- | --------- |
| 21 set | 16:40 | França | 0–3    | Alemanha | 21–25 | 24–26 | 23–25 |       |       | 68–76 | P2 P3     |

#### Final
| Data   | Hora  |        | Placar |         | Set 1 | Set 2 | Set 3 | Set 4 | Set 5 | Total | Relatório |
| ------ | ----- | ------ | ------ | ------- | ----- | ----- | ----- | ----- | ----- | ----- | --------- |
| 21 set | 20:25 | Brasil | 1–3    | Polônia | 25–18 | 22–25 | 23–25 | 22–25 |       | 92–93 | P2 P3     |

## Classificação final
| Campeão | Vice-campeão | Terceiro lugar |
| PolôniaPiotr Nowakowski · Michał Winiarski · Dawid Konarski · Paweł Zagumny · Karol Kłos · Andrzej Wrona · Mariusz Wlazły · Fabian Drzyzga · Michał Kubiak · Krzysztof Ignaczak · Paweł Zatorski · Marcin Możdżonek · Mateusz Mika · Rafał Buszek | BrasilBruno Rezende · Éder Carbonera · Wallace de Souza · Sidnei dos Santos · Leandro Vissotto · Murilo Endres · Renan Buiatti · Ricardo Lucarelli · Felipe Lourenço · Felipe Fonteles · Lucas Saatkamp · Maurício Borges · Mário Júnior · Raphael Vieira | AlemanhaChristian Fromm · Markus Steuerwald · Sebastian Schwarz · Sebastian Kühner · Denis Kaliberda · Dirk Westphal · Marcus Böhme · György Grozer · Jochen Schöps · Lukas Kampa · Ferdinand Tille · Tim Broshog · Max Günthör · Michael Andrei |

| 4  | França         |
| 5  | Rússia         |
| 6  | Irã            |
| 7  | Canadá         |
| 7  | Estados Unidos |
| 9  | Finlândia      |
| 9  | Sérvia         |
| 11 | Argentina      |
| 11 | Cuba           |
| 13 | Bulgária       |
| 13 | Itália         |
| 15 | Austrália      |
| 15 | China          |
| 17 | Bélgica        |
| 17 | Coreia do Sul  |
| 17 | México         |
| 17 | Venezuela      |
| 21 | Camarões       |
| 21 | Egito          |
| 21 | Porto Rico     |
| 21 | Tunísia        |

## Prêmios individuais
A seleção do campeonato foi composta pelos seguintes jogadores:
- MVP (Most Valuable Player):  Mariusz Wlazły